# Diego Piacentini
Diego Piacentini (Milano, 26 agosto 1960) è un manager italiano.
Ha ricoperto dal 2016 al 2018 il ruolo di Commissario Straordinario per l'attuazione dell'Agenda digitale per il Governo Italiano.

## Biografia
Si è laureato in Economia e Commercio presso l'Università Bocconi di Milano. Nel 1987 entra in Apple e nel 1997 viene nominato General Manager e Vice President della divisione europea dell'azienda a Parigi. Nel 2000 viene nominato Senior Vice President of the International Consumer Business di Amazon, carica che mantiene fino all'agosto 2016. Nel 2016 accetta la nomina, da parte del Governo Renzi, di Commissario straordinario del Governo per l'attuazione dell'Agenda digitale (DPCM 16 settembre 2016 - fino a ottobre 2018), svolgendo tutta la sua attività pro bono. Nel gennaio 2019 è stato nominato direttore non esecutivo del Consiglio d'Amministrazione e membro del Comitato Esecutivo dell'Università Bocconi.
Nel giugno 2019 è diventato advisor del fondatore e CEO di Convoy. Nel settembre 2019 entra in KKR come senior advisor Nel novembre 2019 è stato nominato direttore non-esecutivo del Consiglio di Amministrazione dell'Economist Group e si è unito al Board of Directors di OODA Health. Nel marzo 2020 è diventato membro del Board of Directors di Apolitical. Nel settembre 2020 è entrato a far parte del board dell'Institute for Health Metrics and Evaluation (IHME). Nel settembre 2021 è nominato advisor di Exor e presidente di Exor Seeds.

## Premi e riconoscimenti
- Bocconiano dell’anno 2010[1]